# Alexandr malý
Alexandr malý (Psittacula krameri), známý též pod názvem alexander malý, je papoušek z čeledi Psittaculidae. Měří 40–41 cm a váží zhruba 140 g. Samicím chybí růžový límec, černá kresba v obličeji a mají kratší ocasní pera. Jeho původní domovinou je Asie, ale byl vysazen i v Evropě a Americe, kde je považován za invazivní druh.
Dožíva se až 25 let.

## Rozšíření

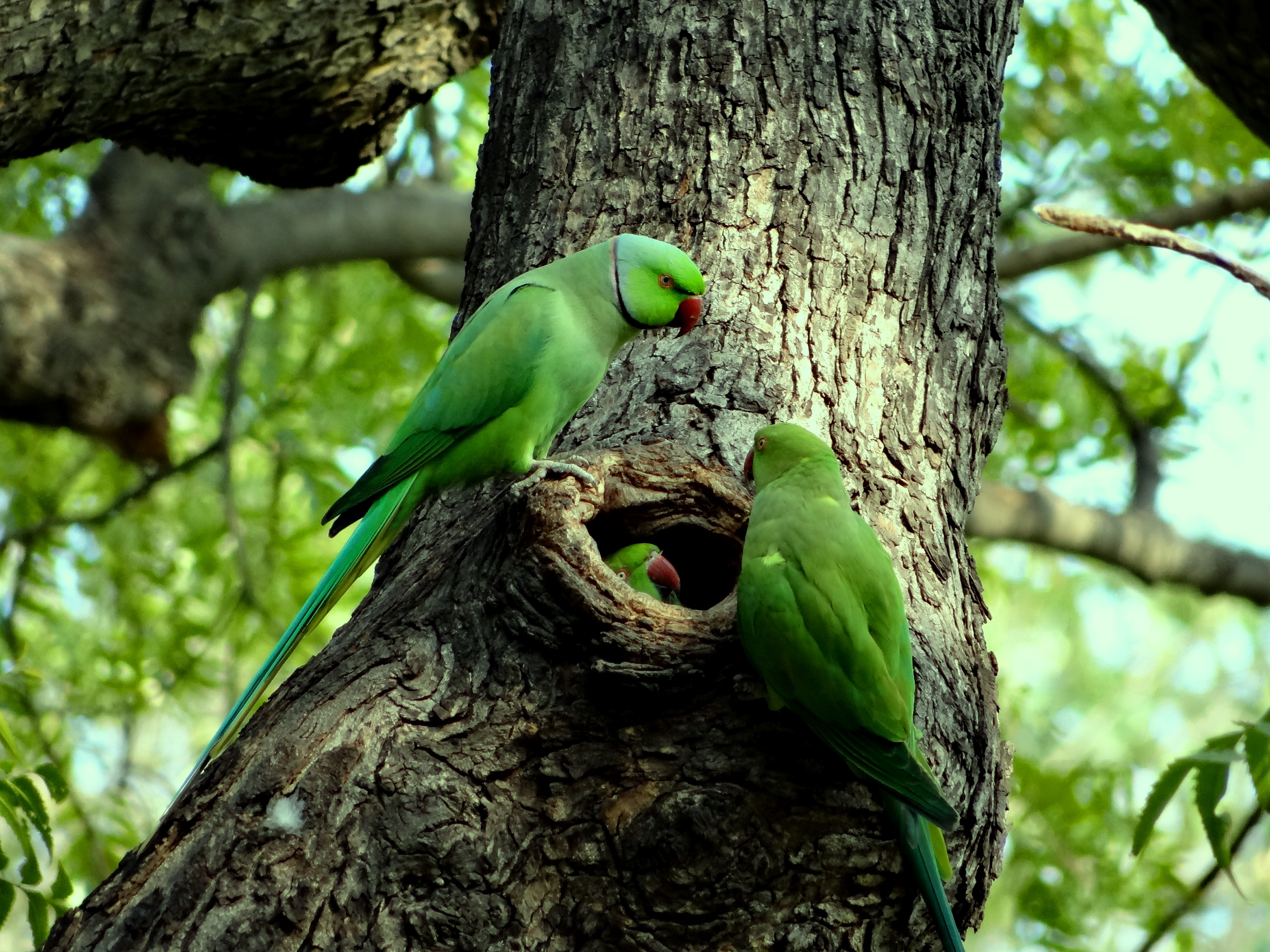
Volně žijící alexandři v Novém Dilí

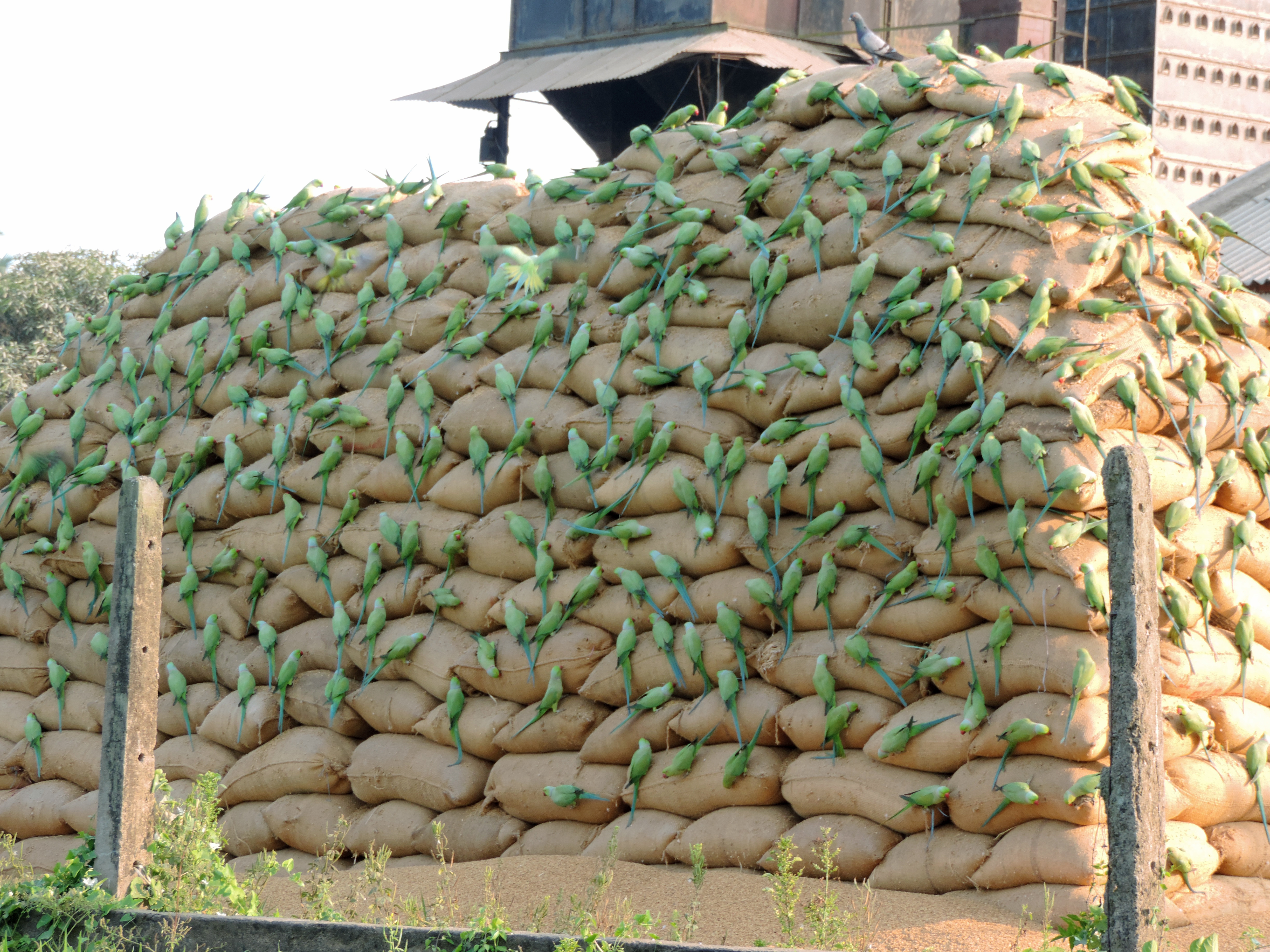
Volně žijící alexandři hodují na sklizeném obilí

### Asie a Afrika
Hnízdí v savanách Afriky a v jižní Asii. Dále se vyskytuje v Indii, Srí Lance, je vysazen na Mauriciu, na Středním východě, Singapuru, Japonsku, Seychelských ostrovech, ve Spojených státech a Novém Zélandu. Jeho přirozeným biotopem jsou listnaté oblasti a kulturní krajina. V Indii sídlí i na úpatí Himalájí, nevadí mu proto ani mrazivé teploty.

### Evropa
V Evropě je tento papoušek považován za nežádoucí invazní druh. V tomto případě se jedná o potomky dovezených jedinců, kteří byli vypuštěni z lidské péče. Alexandři se rychle množí a vytlačují původní druhy ptáků, kterým zabírají hnízdní dutiny, ale usazují se i ve štěrbinách u oken a na fasádách domů. Ve Španělsku dokonce ničí tamní populace netopýrů. Podle posledních čísel z roku 2017 se v Evropě vyskytuje až 85 tisíc jedinců tohoto druhu. Papoušci žijí volně, především v městských parcích v Belgii, Německu, Francii, Nizozemsku, Španělsku, Portugalsku, Turecku, Itálii, Řecku a Velké Británii. V centru Amsterdamu je alexandr šestým nejčastějším ptákem. V roce 2018 se mezi země s výskytem alexandra malého zařadilo také Polsko, kde ornitologové nahlásili první nález hnízdění v místě vzdáleném jen 20 km od českých hranic. Mohlo by se zdát, že alexandrům budou vadit zimní mrazy, ale dokáží vydržet teploty až −20 °C.

#### Velká Británie
V Londýně je alexandrů už více než 32 tisíc (údaj z r. 2012). O tom, jak se zde objevili, existují tři teorie. Jedna tvrdí, že unikli z filmového studia při natáčení filmu Africká královna z roku 1951, druhá, že pár alexandrů vypustil Jimmi Hendrix jako gesto svobody, a třetí teorie tvrdí, že šlo o hromadné vypuštění domácích mazlíčků, jelikož tito papoušci dokáží být opravdu hluční. Ať už se tito papoušci dostali do Velké Británie jakkoliv, faktem je, že jejich populace narostla natolik, že od roku 2008 mohou obyvatelé Londýna papoušky střílet, aniž by k tomu potřebovali povolení.

#### Francie
V Paříži a blízkém okolí žije již okolo 8000 alexandrů malých. Údajně se jedná o potomky dvou skupin alexandrů, které unikly z přenosek na letišti Orly v 70. letech a v roce 1994 na letišti Charlese de Gaulla. Ještě v roce 2013 se celková populace alexandrů malých v Paříži odhadovala na 2300 jedinců, ale v roce byla již téměř čtyřnásobná. Ačkoli počty alexandrů stoupají, na původní druhy ptáků to nemá téměř žádný negativní vliv. Další silné populace alexandrů malých ve Francii jsou ve městech Marseille, Montpellier, Nantes a Lille.

### Česko
V umělém chovu v Česku jej lze vidět v některých zoologických zahradách, například v Zoo Tábor. Volný výskyt tohoto papouška je hlášen pouze ojediněle. Hnízdění zatím nebylo zpozorovnáno.

## Hlas
Hlučný pták, často se ozývá vřískavým „krí-krí-krí“.

## Způsob života

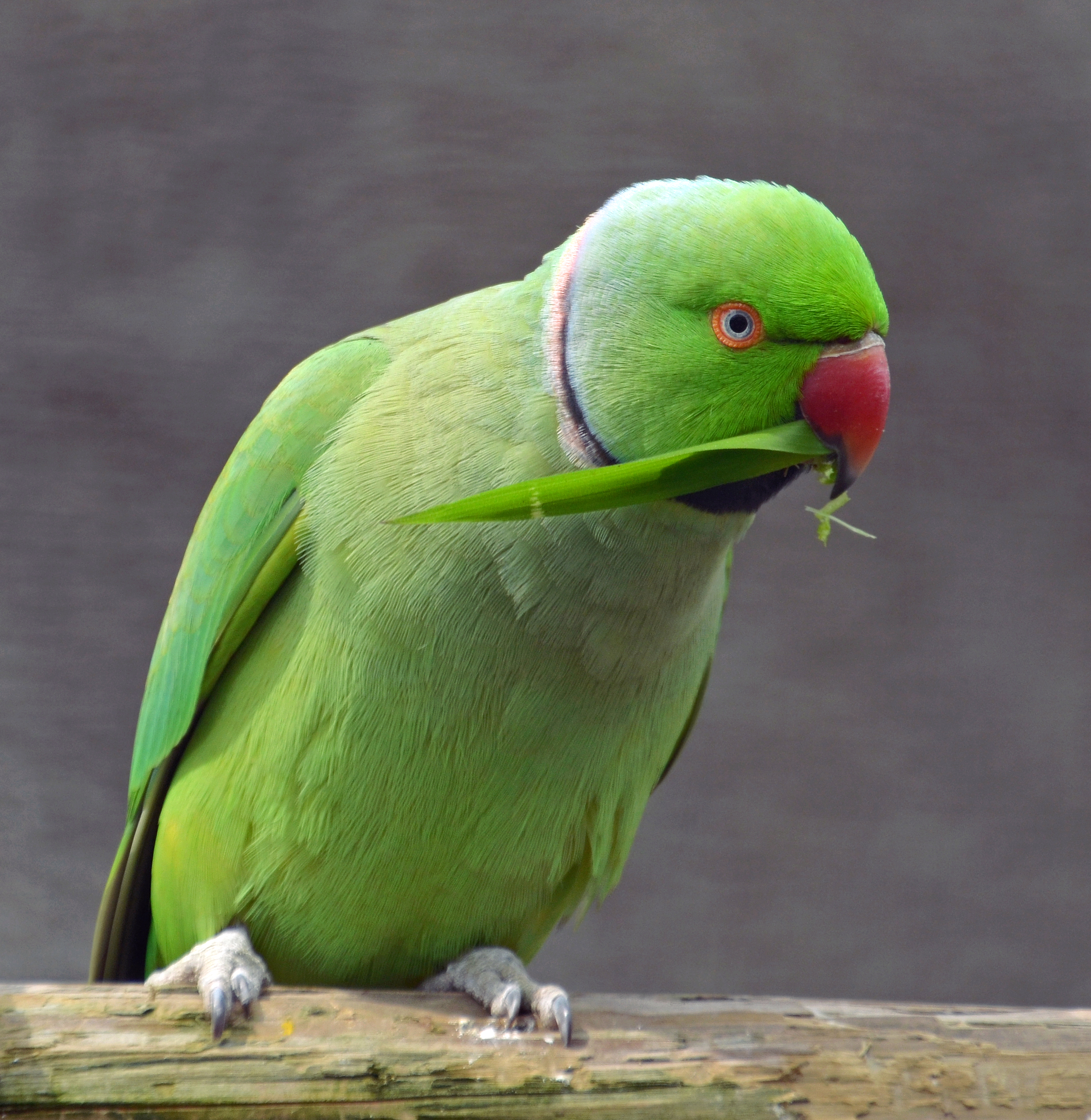
Samec alexandra malého s typickým kroužkem pod krkem

Alexandři malí žijí v hejnech, v místech, kde je dostatek potravy, a bezpečné místo k odpočinku. Na stanovištích, kde nocují, jich můžeme potkat i stovky. Alexandři velice dobře létají, ale jen málokdy létají do větších vzdáleností. Živí se semeny, bobulemi, plody, květy a nektarem. Velká hejna bývají postrachem především pro pěstitele ovoce, kterým dokáží zdecimovat úrodu.
Při období rozmnožování, které trvá 22–24 dnů a je 2× do roka, otáčí samice očima i hlavou tak dlouho, než si jí samec všimne, začne pochodovat a krmit ji ze zobáku. Pár hnízdí v dutině stromů, kterou si sám vydlabe, nebo použije opuštěnou dutinu datlů či vousáků, a mnohdy zahnízdí i s nimi. Samice snáší 3–5 vajec a sedí na nich 22 dní. 7 týdnů po vylíhnutí opouštějí mláďata hnízdo. Samci získávají svůj typický černý kroužek kolem krku až když dospívají, zhruba po jednom roce života.
Alexandr malý se dožívá cca 25 let. Je to hlučný pták, často se ozývá vřískavým „krí-krí-krí“.

### Mutace
Při chovu alexandrů malých vzniklo především několik barevných mutací, které jsou u chovatelů velice časté. Z původní zelené vzniklo několik jiných zbarvení jako např. žlutá, čistě bílá (bez obojku), pastelově modrá, isabela s modrou, šedá, isabela s šedou, šedozelená, olivově zlatá a krémová mutace s červenýma očima. Nejžádanější a nejpopulárnější je však žlutá a modrá mutace.

## Galerie

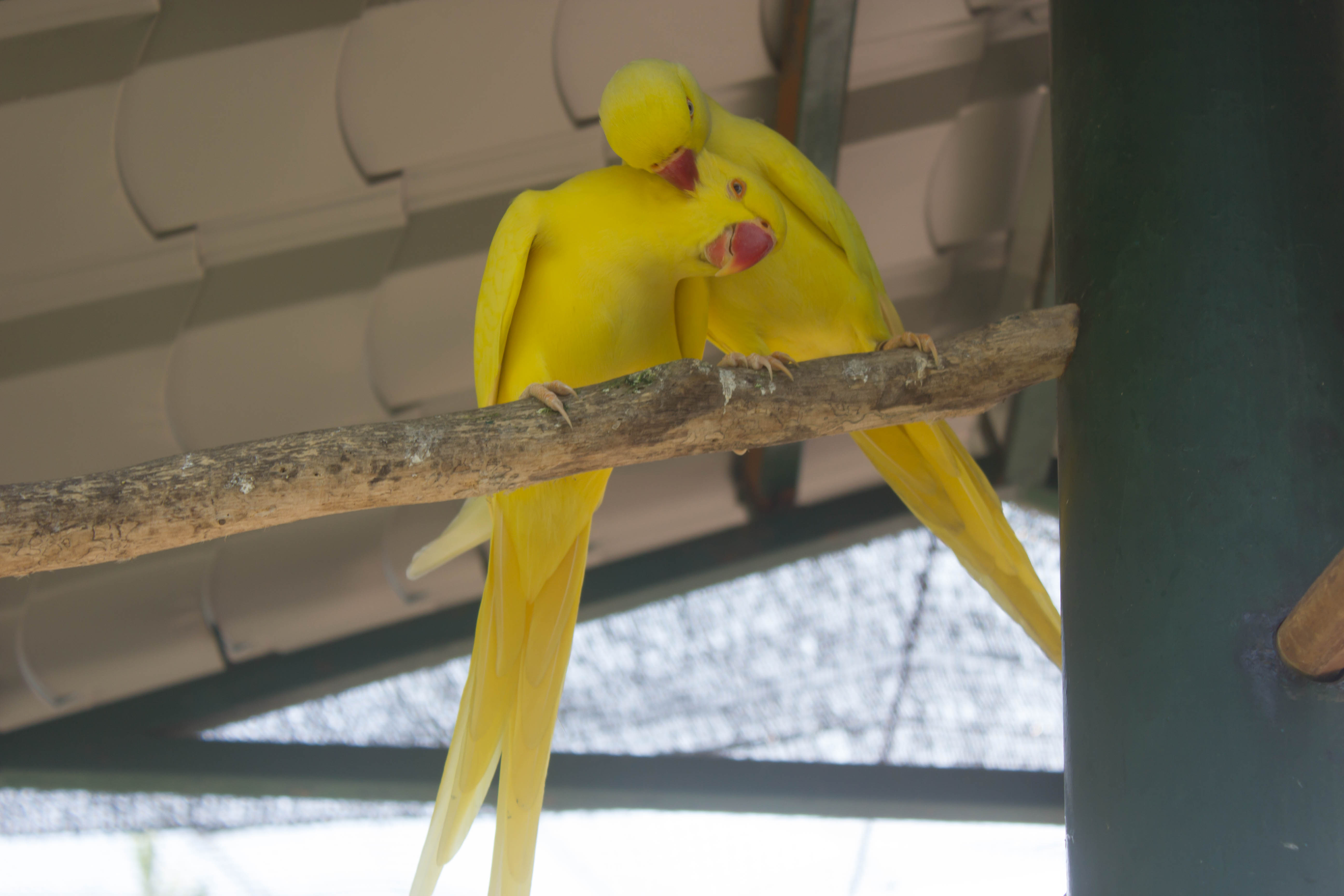
Žlutá mutace alexandra malého
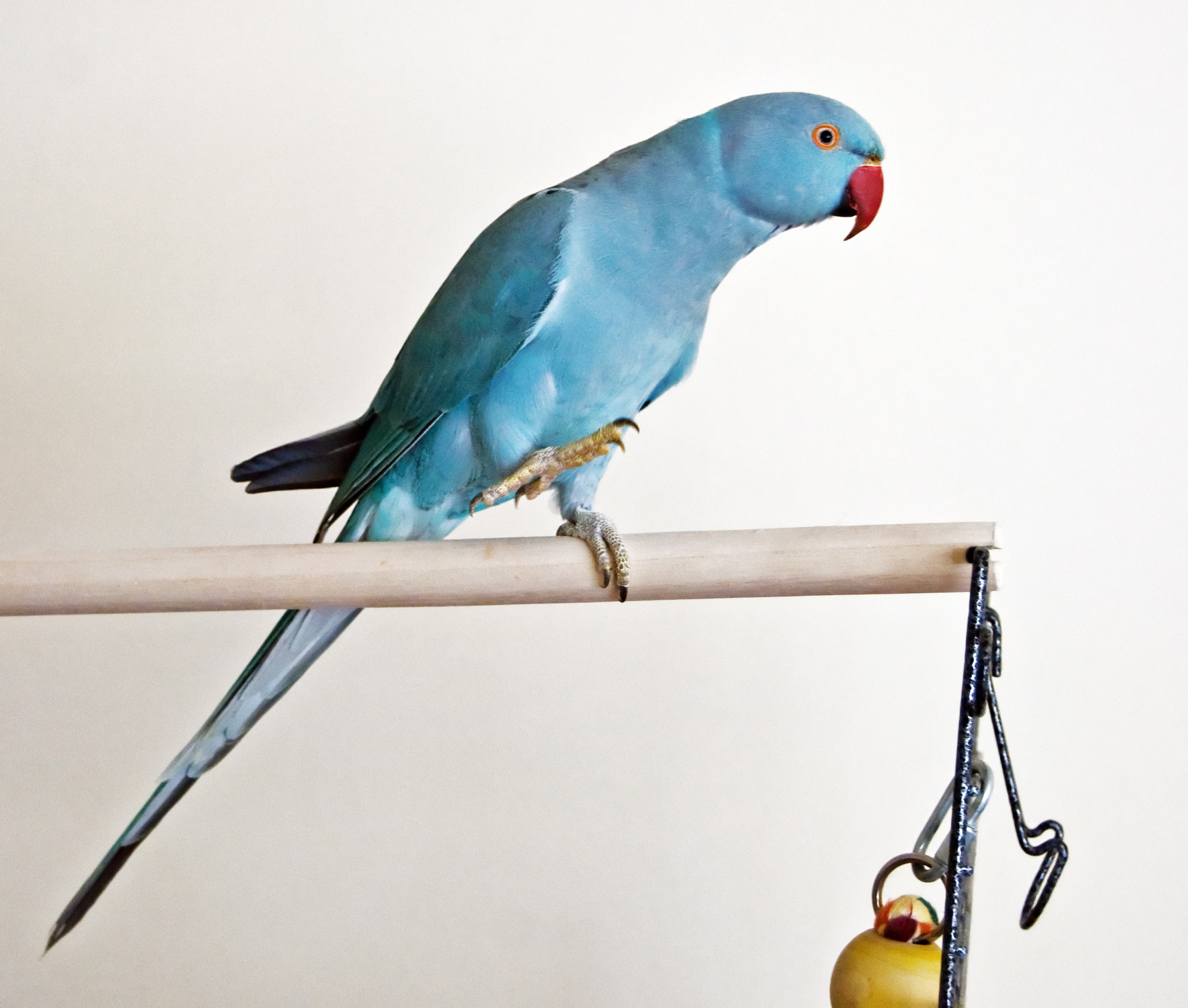
Modrá mutace alexandra malého
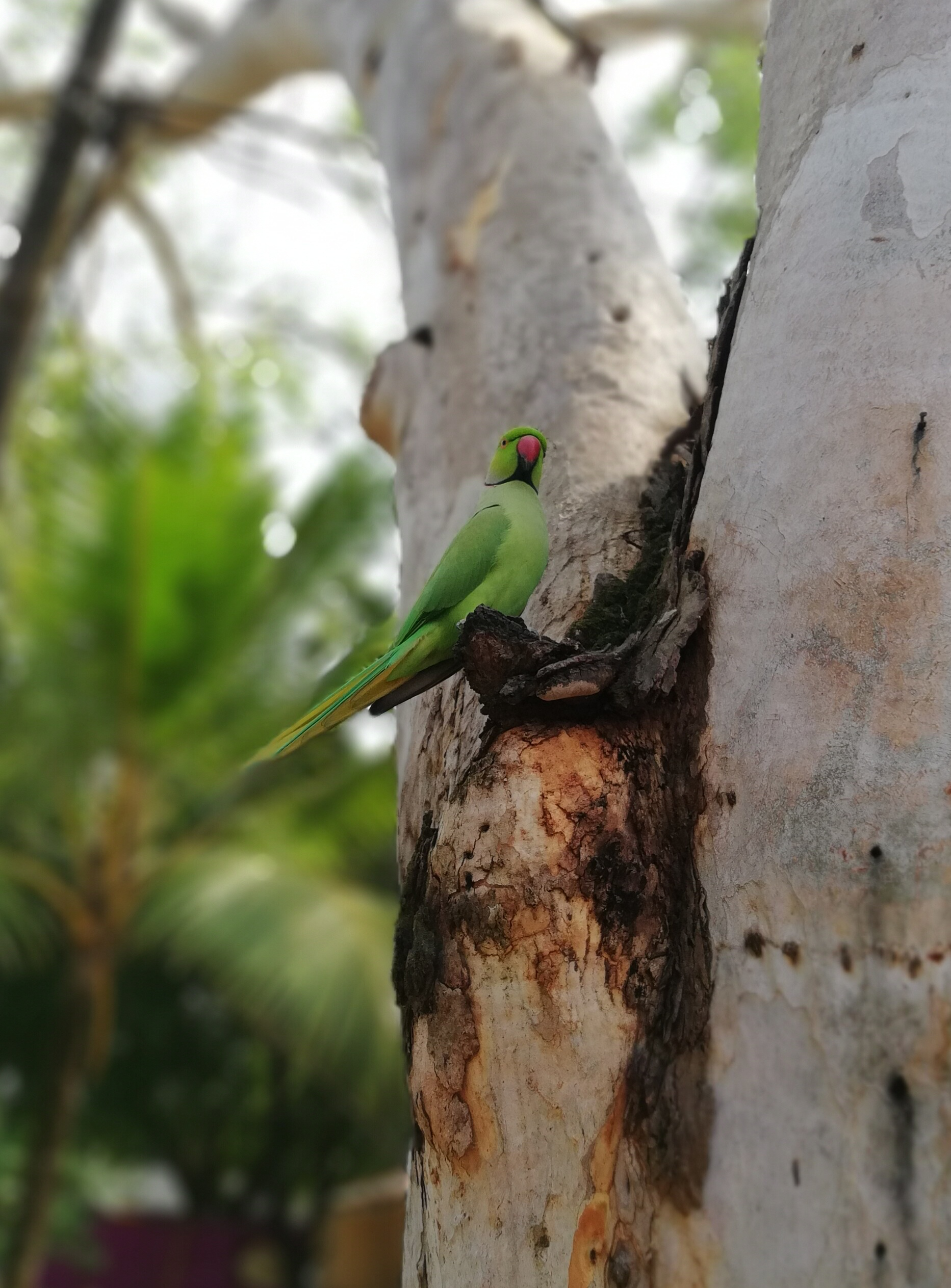
Pozorování alexandra malého v univerzitním kampusu na Srí Lance
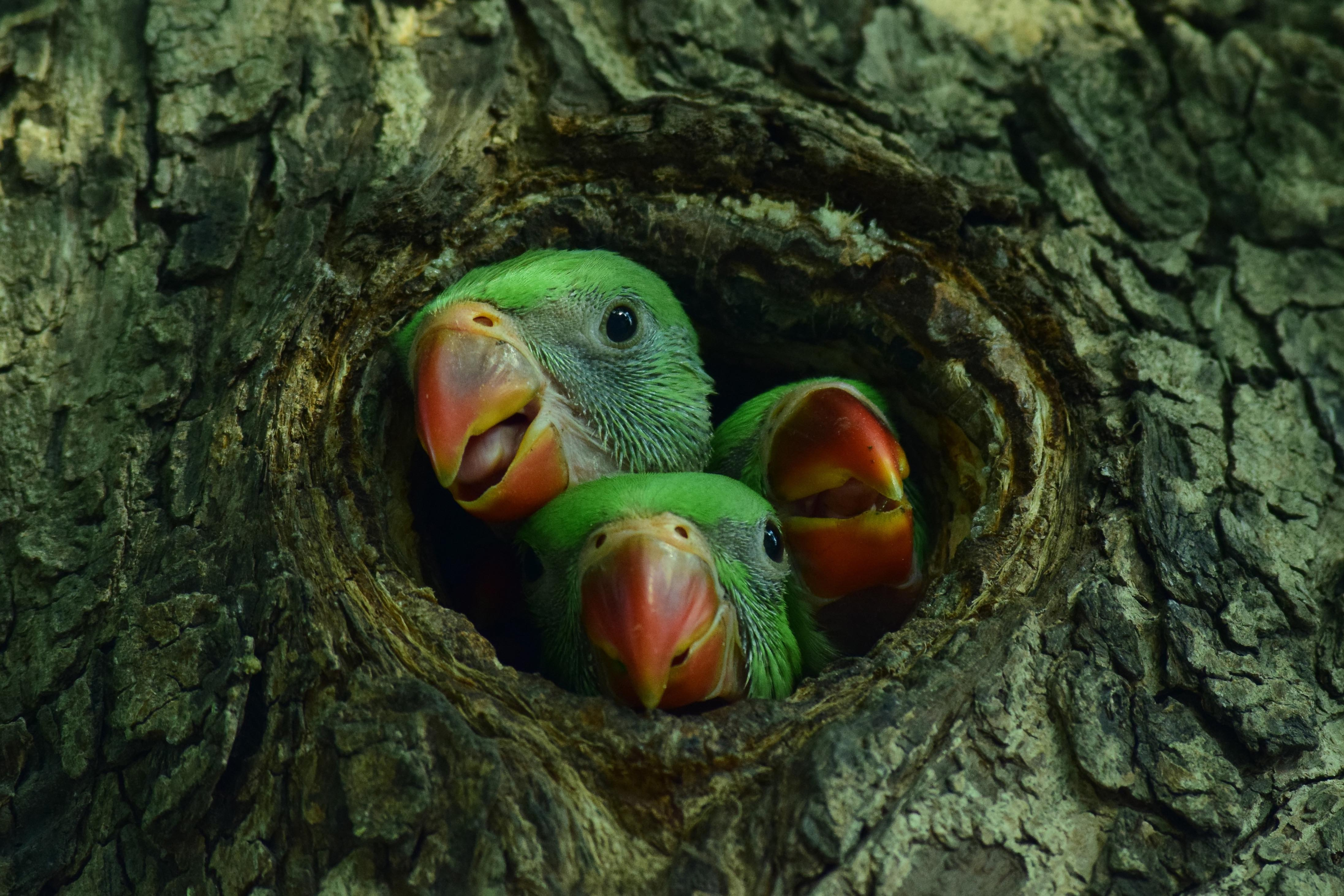
Mláďata v hnízdní dutině
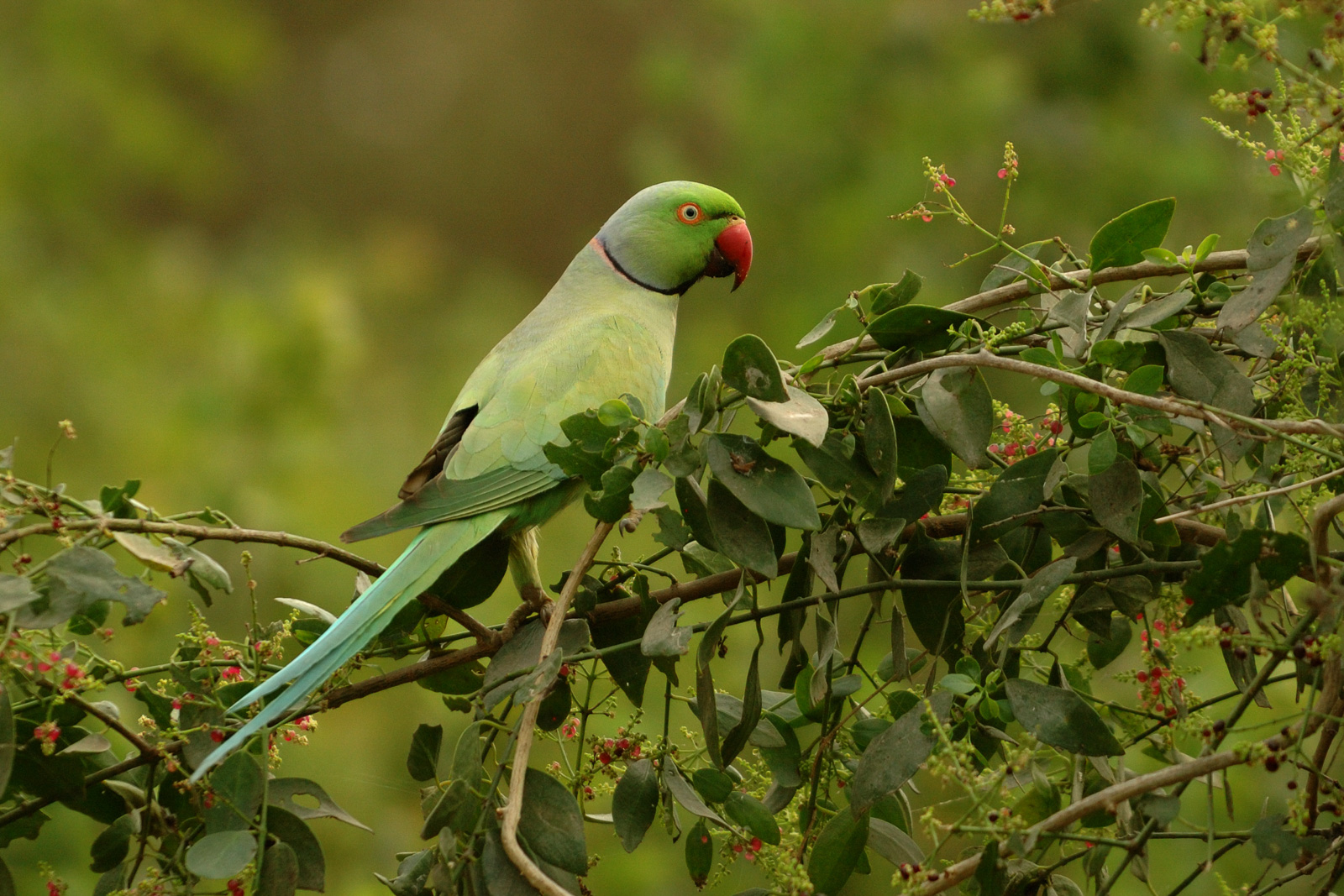
Alexand malý ve Velké Británii
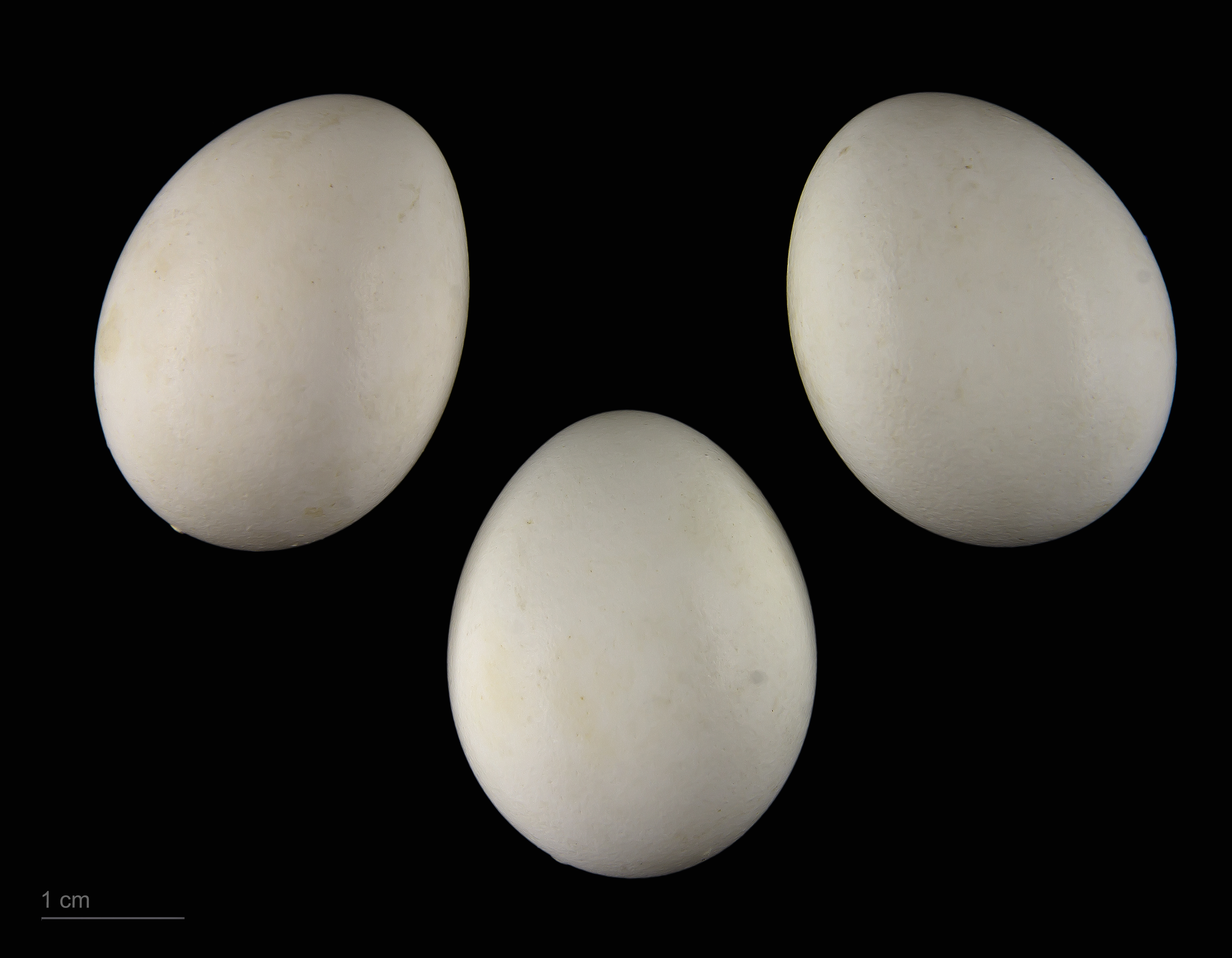
Muzejní exemplář